# Морозовский (Ростовская область)
Морозовский — хутор в Верхнедонском районе Ростовской области.
Входит в состав Нижнебыковского сельского поселения.

## География

### Улицы
- ул. Морозовская.

## Население
| 1989 | 2002 | 2010 |
| ---- | ---- | ---- |
| 139  | ↘93  | ↘81  |

## Достопримечательности
Территория Ростовской области была заселена еще в эпоху неолита. Люди, живущие на древних стоянках и поселениях у рек, занимались в основном собирательством и рыболовством. Степь для скотоводов всех времён была бескрайним пастбищем для домашнего рогатого скота. От тех времен осталось множество курганов с захоронениями  жителей этих мест. Курганы и курганные группы находятся на государственной охране.
Поблизости от территории хутора Морозовского Верхнедонского района расположено несколько достопримечательностей – памятников археологии. Они охраняются в соответствии с Федеральным законом от 25.06.2002 N 73-ФЗ "Об объектах культурного наследия (памятниках истории и культуры) народов Российской Федерации", Областным законом от 22.10.2004 N 178-ЗС "Об объектах культурного наследия (памятниках истории и культуры) в Ростовской области", Постановлением Главы администрации РО от 21.02.97 N 51 о принятии на государственную охрану памятников истории и культуры Ростовской области и мерах по их охране и др. 
- Курганная группа   "Морозовский IV"  (4 кургана). Находится на расстоянии около 2,5 км к северо-западу от хутора Морозовского.
- Курганная группа   "Морозовский I"  (5 курганов). Находится на расстоянии около 2,1 км к северо-западу от хутора Морозовского.
- Курганная группа   "Морозовский II" (5 курганов). Находится на расстоянии около 1,7 км к северо-западу от хутора Морозовского.
- Курганная группа   "Морозовский III" (2 кургана). Находится на расстоянии около 1,6 км к северо-западу от хутора Морозовского.
- Курганная группа    "Круглов Лес I"  (6 курганов). Находится на расстоянии около 1,25 км к юго-западу от хутора Морозовского.
- Курган   "Круглов Лес II". Находится на расстоянии около 1,25 км к юго-западу от хутора Морозовского[4].